# Villeneuve-sur-Yonne

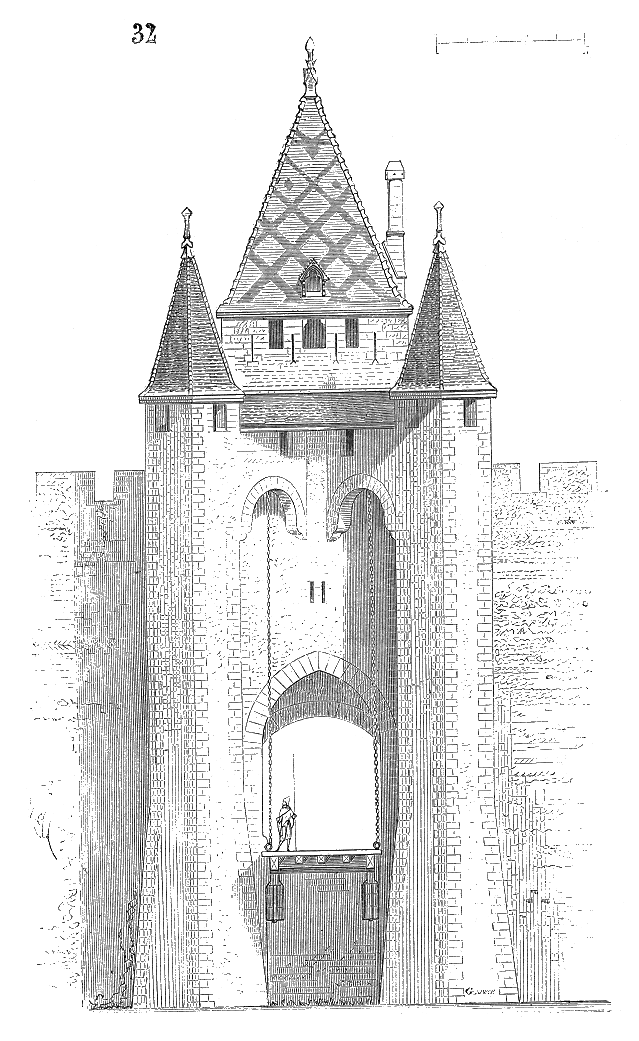
Ritning av stadsport i Villeneuve-sur-Yonne

Villeneuve-sur-Yonne är en kommun i departementet Yonne i regionen Bourgogne-Franche-Comté i norra Frankrike. Kommunen ligger i kantonen Villeneuve-sur-Yonne som tillhör arrondissementet Sens. År 2022 hade Villeneuve-sur-Yonne 5 130 invånare.
Bland stadens sevärdheter återfinns kyrkan Notre-Dame-de-l'Assomption.

## Befolkningsutveckling
Antalet invånare i kommunen Villeneuve-sur-Yonne
| Referens: INSEE |